# Sénégali à bec bleu
Spermophaga poliogenys
Espèce
Statut de conservation UICN

 LC  : Préoccupation mineure
Le Sénégali à bec bleu (Spermophaga poliogenys) est une espèce de passereau appartenant à la famille des Estrildidae.

## Répartition
Son aire dissoute d'étend à travers le bassin du Congo.